# Flagge Niues
Die Flagge von Niue ist die einzige Flagge britischen Typs mit gelbem Grundtuch. Das Gold-Gelb repräsentiert „den Sonnenschein über Niue und die warmherzigen Gefühle der Bevölkerung Niues gegenüber Neuseeland und dessen Einwohnern“.
Der Union Jack im Obereck weist auf die Vergangenheit der Insel als britisches Protektorat hin. Die vier kleinen gelben Sterne repräsentieren das Kreuz des Südens und den Staat Neuseeland, unter dessen Administration die Insel ab 1901 fiel, sowie die guten und engen Beziehungen zu diesem Land.
Der große gelbe Stern auf der blauen Scheibe steht für den Selbstverwaltungs-Status der einzelnen Insel, welche sich alleine im tiefen blauen Meer befindet.
Die Flagge wurde offiziell im Jahre 1975 eingeführt.